# Lago de Mar
El lago de Mar (en occitano estanh de Mar) es un lago de origen glaciar situado a 2240 m s. n. m., en el municipio de Alto Arán, en la comarca del Valle de Arán (Lérida, España). 
Tiene una profundidad de 83 metros y una capacidad de 43 ha, se caracteriza por tener una pequeña isla llamada Unhòla en el centro del mismo lago. Las aguas del lago de Mar alimentan al río Valarties que se une al río Garona en la localidad de Arties.
Coronando el lago de Mar se encuentra el pico del Besibèrri Nord de 3008 metros de altitud, situado en el Macizo del mismo nombre en el límite de las comarcas del Valle de Arán y la Alta Ribagorza. 